# 존 플래너건 (축구 선수)
조너선 패트릭 "존" 플래너건(Jonathon Patrick "Jon" Flanagan, 1993년 1월 1일 ~ )은 잉글랜드의 은퇴한 축구 선수이다. 포지션은 풀백이었다. 존 플래너건은 리버풀에서 촉망 받는 라이트백으로 글렌 존슨을 잇는 리버풀의 라이트백의 핵심 선수가 될 재능을 가지고 있었다. 플래너건의 장점은 무엇보다도 커팅 능력과 정신력이다. 특히 큰 경기에서 발휘하는 정신력은 상대 선수들을 골치아프게 만든다. 아직 다듬어져야 할 선수임에 분명하나 잠재력이 충분한 선수다. 본인은 리버풀의 스티븐 제라드처럼 영원한 레즈가 되겠다고 이야기 한 적이 있다.